# تغلب على الماضي
تغلب على الماضي (بالإسبانية: Vencer el pasado)‏ هي مسلسل تلفزيوني مكسيكي تم بثه على قناة قناة النجوم منذ عام 2021.

## روابط خارجية
- تغلب على الماضي  في قاعدة بيانات الأفلام على الإنترنت (بالإنجليزية)